# Vestenanova
Vestenanova ist eine nordostitalienische Gemeinde (comune) mit 2503 Einwohnern (Stand 31. Dezember 2023) in der Provinz Verona in Venetien. Die Gemeinde liegt etwa 22 Kilometer nordöstlich von Verona und grenzt unmittelbar an die Provinz Vicenza. Vestenanova gehört zur Comunità montana della Lessinia und ist Teil des Parco naturale regionale della Lessinia.

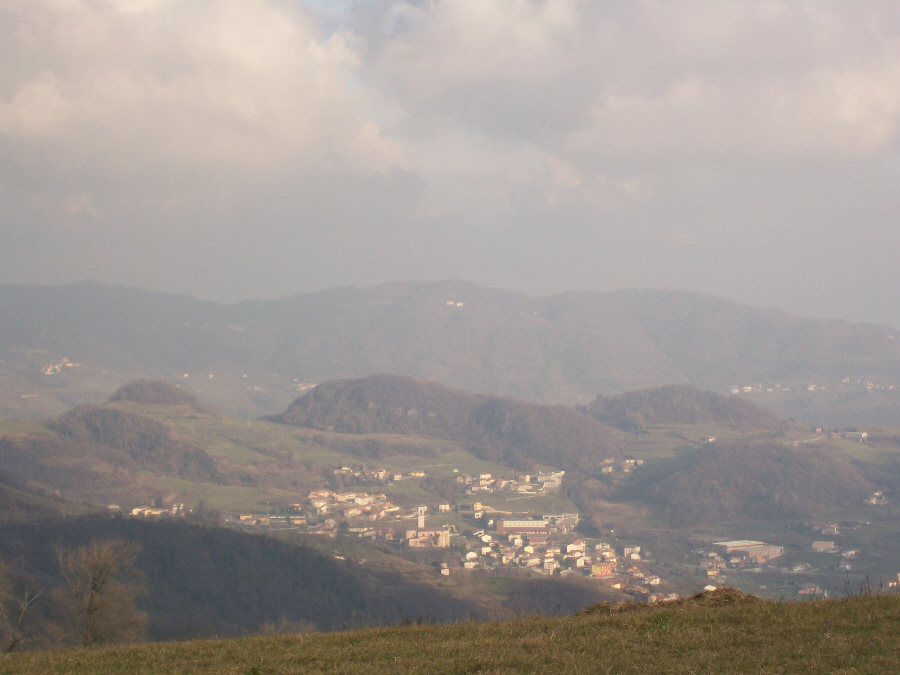
Panorama von Vestenanova

## Gemeindepartnerschaft
Vestenanova unterhält eine Partnerschaft mit der bayerischen Stadt Eichstätt. Begründet wurde sie durch die Fossilienfunde im Ortsteil Bolca.